# 中本由美子

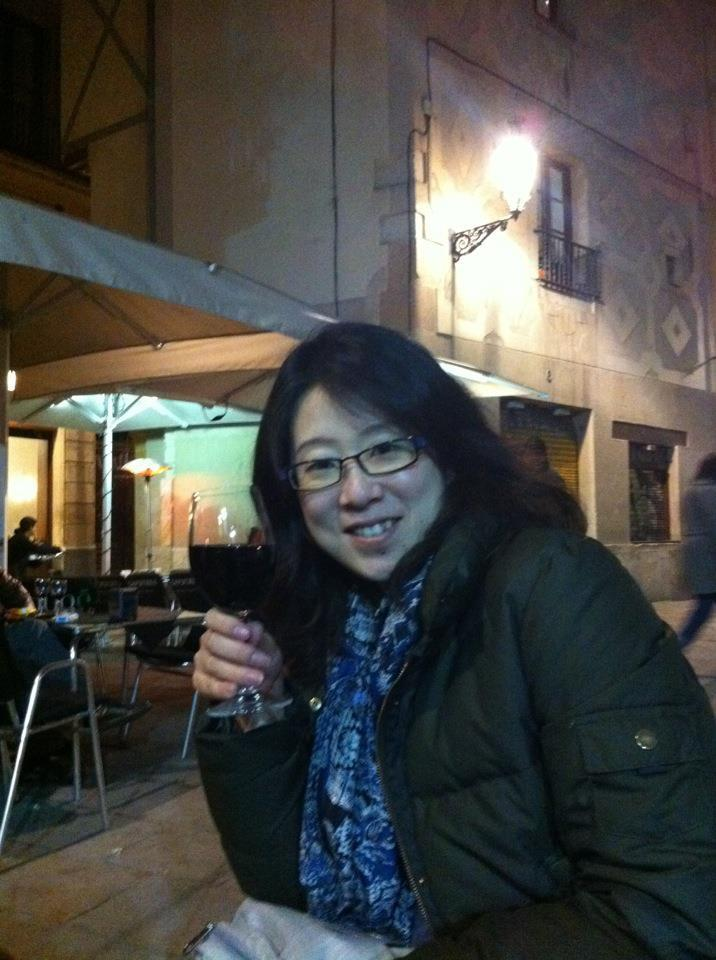
中本由美子編集長 近影

中本由美子（なかもとゆみこ）は1970年生まれ。月刊雑誌 あまから手帖（クリエテ関西）4代目編集長。
1997年からあまから手帖 編集部に入り、編集歴は24年となる（2020年11月現在）。2001年に一旦フリーランスとなり、2010年に請われて復帰、編集長に就任した。歴代編集長のなかで、最年少・最長の編集長である。ムック「小宿遊び」の編集に３年間携わったのが編集者としてのターニングポイントになったという（下記）
あまから手帖は、2019年11月で創刊35年を迎えた。名古屋出身。青山学院大学卒業。好物は寿司と和食、超日本酒党。
あまから手帖の編集方針として、中本は以下のように語っている「創刊以来の編集方針は「実際に食べた店のみを掲載する」。現在も約30人の編集者やフリーライターが素性を明かさずに店を訪ね、味や接客態度などを確認し、掲載したい店のみ改めて取材を申し込む。こうした取材姿勢が読者らとの信頼関係を育んできた」
2021年11月末をもって、あまから手帖編集長を卒業し統括部長・メディア部長に就任、あまから手帖和食専用ウスのマガジン、WATOBI編集長に専念することとなる。

## 連載
他の雑誌等にも数多く連載記事を書いている。
- 文春オンライン（2017年5月〜10月）：京都といえば肉！　いま食べたい最強の3軒　関西グルメ誌「あまから手帖」編集長が通う「京都、和食じゃない美味い店」

- 産経新聞夕刊連載（2020年 第四木曜）：地の酒礼賛

## 編集者時代の担当書籍
- 小宿遊び[2] ：信州から近畿、中・四国まで味づくしの45軒 (クリエテMOOK―あまから手帖) ムック – 2002/9/1　親友でもあるライター団田芳子との合作（編集ディレクター 中本由美子、取材・文 団田芳子）であり、当時の編集長は岩崎平であった。　https://honto.jp/netstore/pd-book_02226895.html
- 山の手中華 ：楊鈴君（楊令子）著　2003年　芦屋発 楊鈴君さんの中国料理レシピ集 (クリエテMOOK)　https://www.yodobashi.com/product/100000009001351017/
- 山海の宿ごはん もぎたて、採れたての馳走を訪ねて : 2005年　https://tsutaya.tsite.jp/item/book/PTA0000FFHWE
- なにわ野菜 割烹指南 ：上野修三著 2007年　37品目を網羅した史上初の「なにわ野菜」事典。割烹技術の粋を集約した128レシピ収録の料理書。大阪の食文化を洒脱な浪速ことばで綴る随筆集。https://honto.jp/netstore/pd-book_02755843.html

## エピソード
- 「小宿遊び」の編集に携わったことが大きなターニングポイントになった[2]（関西ウーマンの記事より抜粋）

インタビュアー：『あまから手帖』退職後、フリーエディターを経て、編集長へ戻られました。それまでのターニングポイントを教えて下さい。
中本由美子：2000年〜2004年は、主人の転勤に伴い四国・松山へ。そこで『小宿あそび』というムック本の制作に携わりました。言葉ととことん向き合った楽しい体験でした。私にとって公私のバランスが一番良い時代で、45軒の宿を約三年かけて泊まり歩き、撮影して記事にしていきました。一軒一軒、宿を訪ねる中で、この宿にはどんなことばが似合うだろうかと、ライターさんやカメラマンさんと話し合うのですが、自分のボキャブラリーが足りないことを痛感していきました。文法や「てにをは」はしっかりしていましたが、語彙力がある方ではなかったので、ライターさんとカメラマンさんの使うことばがわからず、蚊帳の外になっているのを感じていました。
今と違ってすぐにスマホで調べられる時代ではなかったので、わからない言葉はメモして、帰ってすぐに辞書で調べたり、類義語辞典を片手に別のことばや表現を模索しました。たとえば、「趣がある」を別の言い方に置き換えると、風雅、情緒、妙趣とか。どれが向いているだろうというように積み重ね、類義語辞典を暗記するような感覚でしたね。その積み重ねもあり、言葉のボキャブラリーはライターさんにはかなわないけど、思いつくスピードが速いといってもらえるようになり、どんどん自信が付いていきました。
この「小宿あそび」は、章立てを漢字一文字で表現するということに決め、１週間くらいかけて、それぞれの宿、それぞれの章に最もふさわしい一文字を選出していきました。この仕事が、言葉に対する考えを変えてくれました。本当に贅沢な本作りの３年間でした。
- 編集長になった経緯など（関西ウーマンより転載）[2]  2005年主人の名古屋転勤に伴い、名古屋へ。フリーとして、フードに関わるコーディネートやメニュー開発などのほか、名古屋や東京の雑誌の仕事を多く抱えこみ、2008年、ついに体が悲鳴を上げて、ダウン。そんな折、『あまから手帖』から編集長になって帰ってこないかという声が掛かります。  名古屋なので無理だと一旦お断りしましたが、週3日で来てくれといわれ、名古屋から通うことでお受けすることにしたんです。フリーの間にさまざまな媒体を経験しましたが、『あまから手帖』の編集内容は群を抜いたものでした。また、『あまから手帖』の読者層は40〜50歳代。26才で入社したときは、14年掛かると思っていましたが、やっとその世代になってきて、等身大で作れる！という思いもあり、2009年編集長に就任しました。現在は、主人にも理解をいただき、2010年から大阪で一人暮らし。週末に名古屋へ帰る生活を続けています。